# Ферчајлдс (Тексас)
Ферчајлдс (енгл. Fairchilds) град је у америчкој савезној држави Тексас.

## Демографија
По попису из 2010. године број становника је 763, што је 85 (12,5%) становника више него 2000. године.
| Група             | 2000.       | 2010.       |
| Белци             | 526 (77,6%) | 491 (64,4%) |
| Афроамериканци    | 15 (2,2%)   | 18 (2,4%)   |
| Азијати           | 2 (0,3%)    | 2 (0,3%)    |
| Хиспаноамериканци | 130 (19,2%) | 244 (32,0%) |
| Укупно            | 678         | 763         |